# 刀剑博物馆
35°40′53″N 139°41′27″E / 35.681456°N 139.69089°E
刀剑博物馆（日语：刀剣博物館）是一座位于日本的收藏日本刀的博物馆。

## 历史
第二次世界大战结束后，驻日盟军总司令实施没收刀剑的政策，日本文部大臣许可设立日本美术刀剑保存协会来保存这些文物，1958年设计刀剑重要指定制度，1968年博物馆正式建成开馆，1982年5月废止刀剑认定制度，改为刀剑鉴定制度。2017年3月31日旧馆关闭，2018年1月19日新馆建成，位于东京都墨田区旧安田庭园内。

## 营业时间
- 周二至周日：上午九点半至下午五点
- 周一闭馆

## 画廊

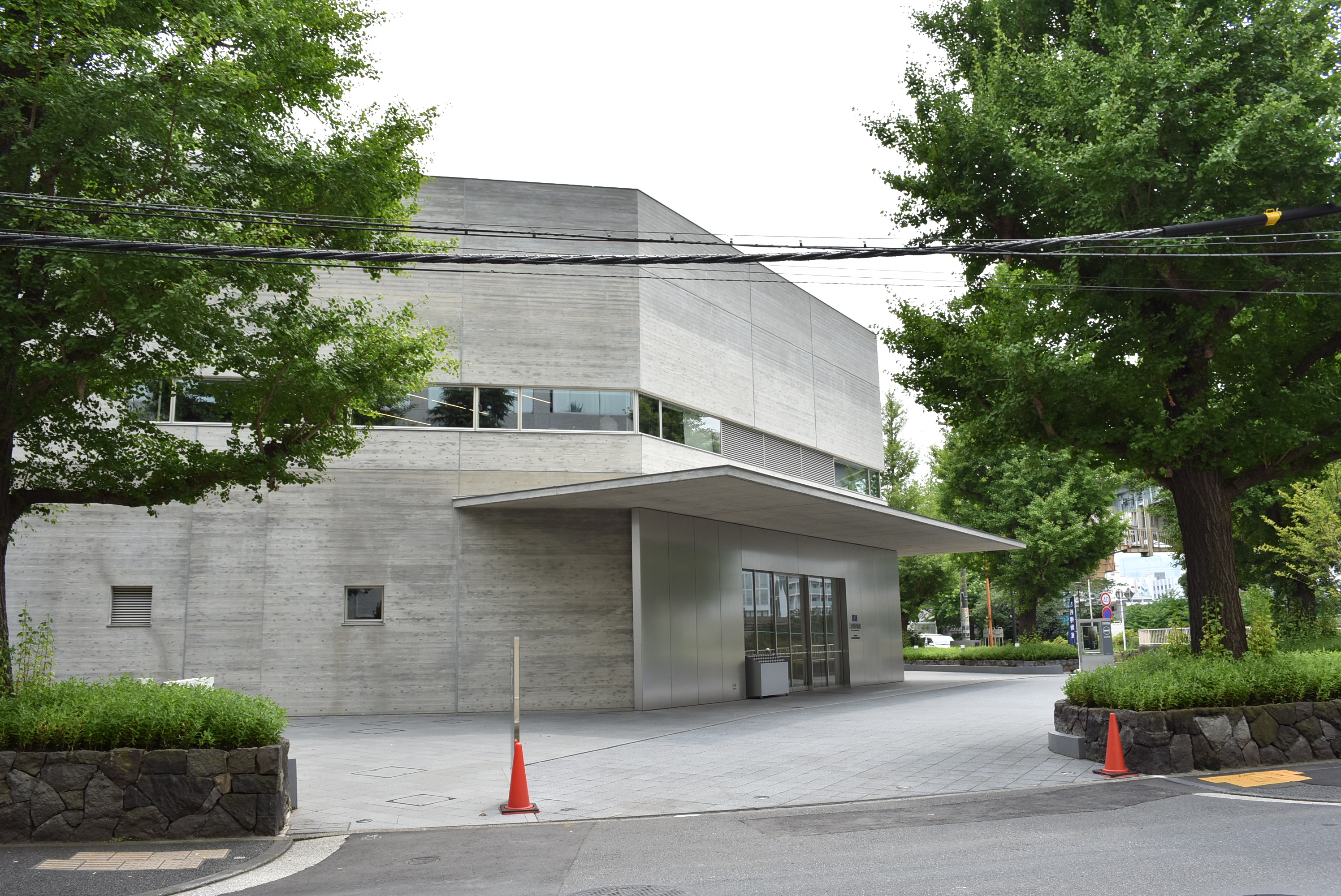
博物馆外围
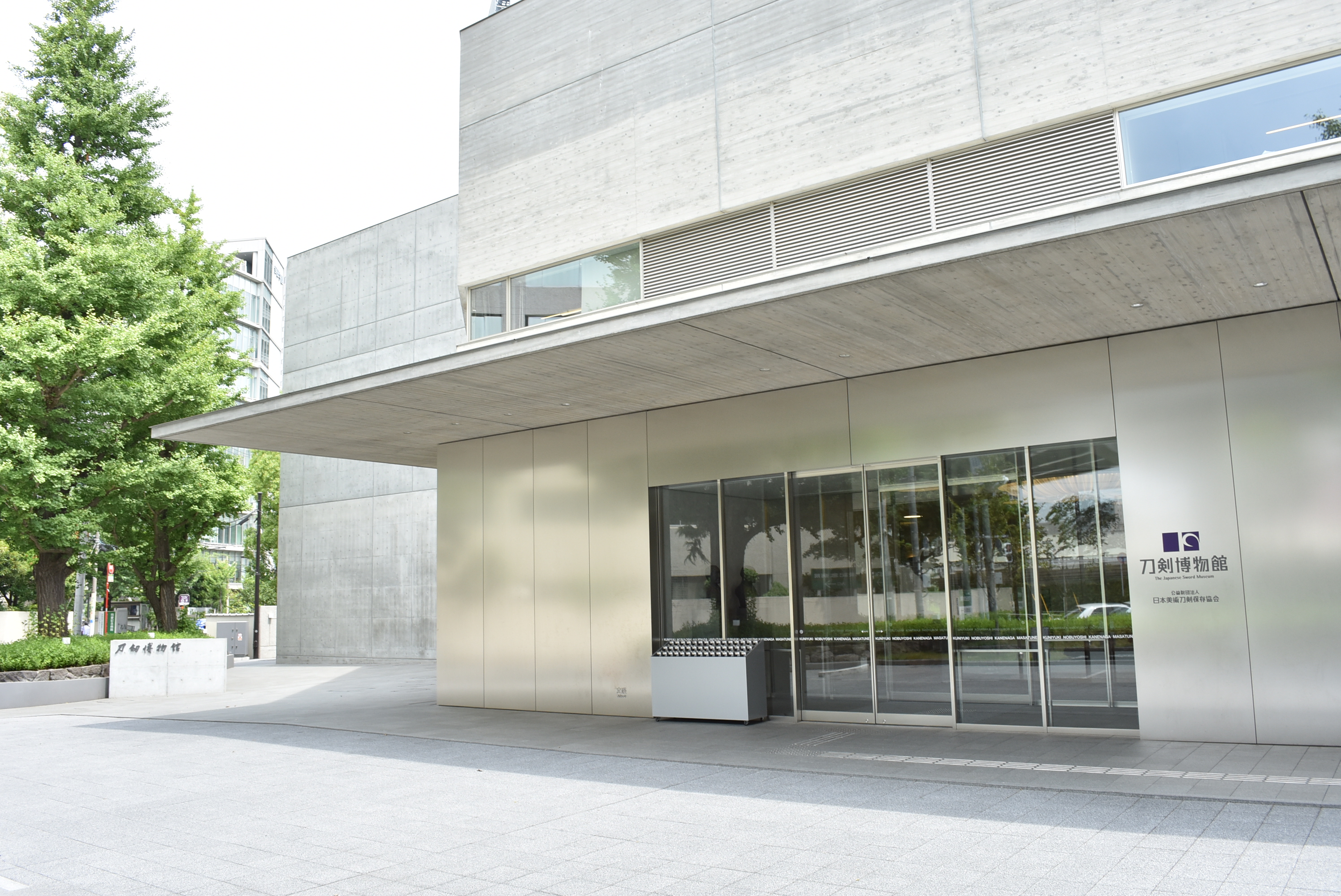
入口
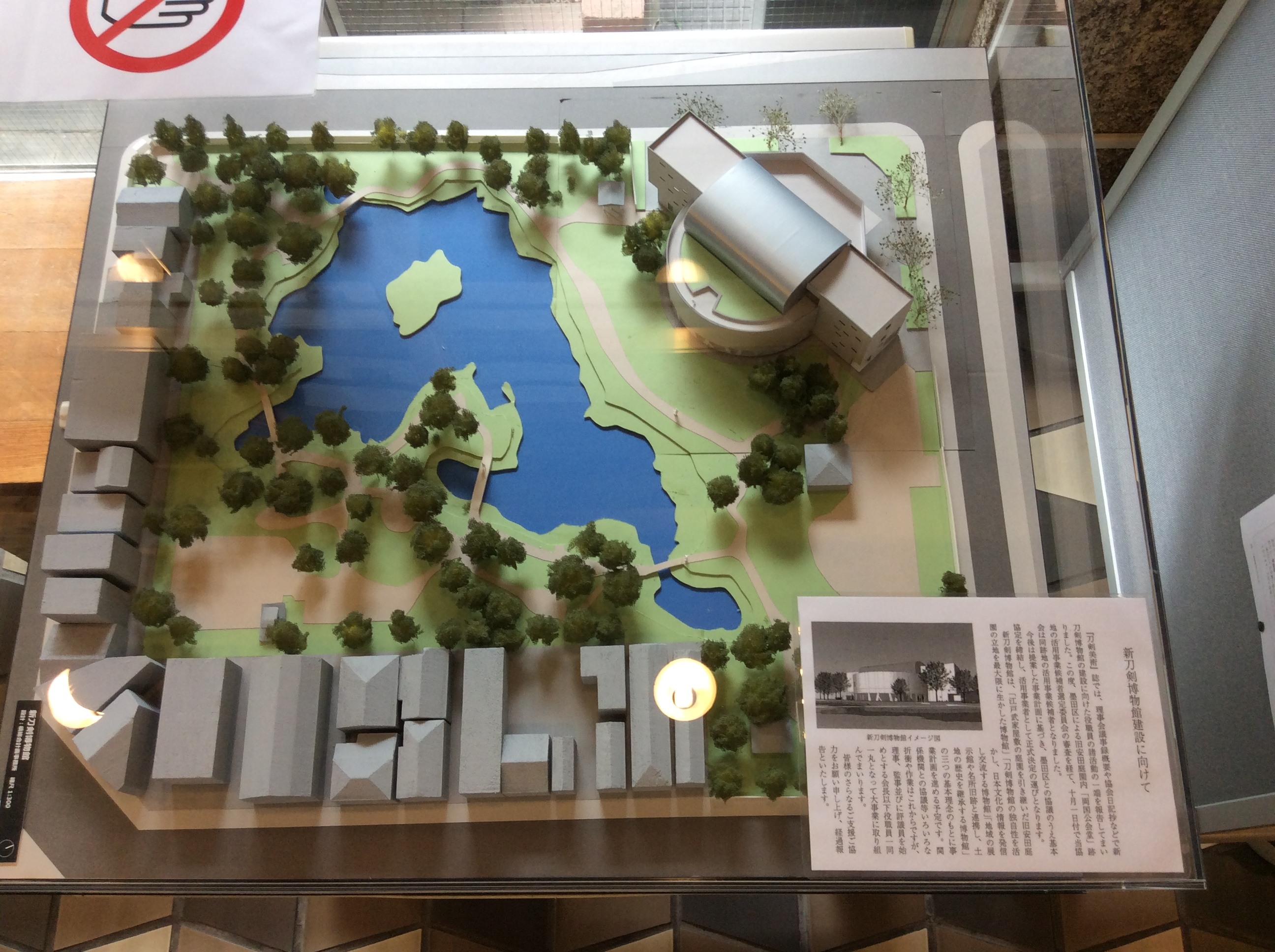
新馆建筑模型
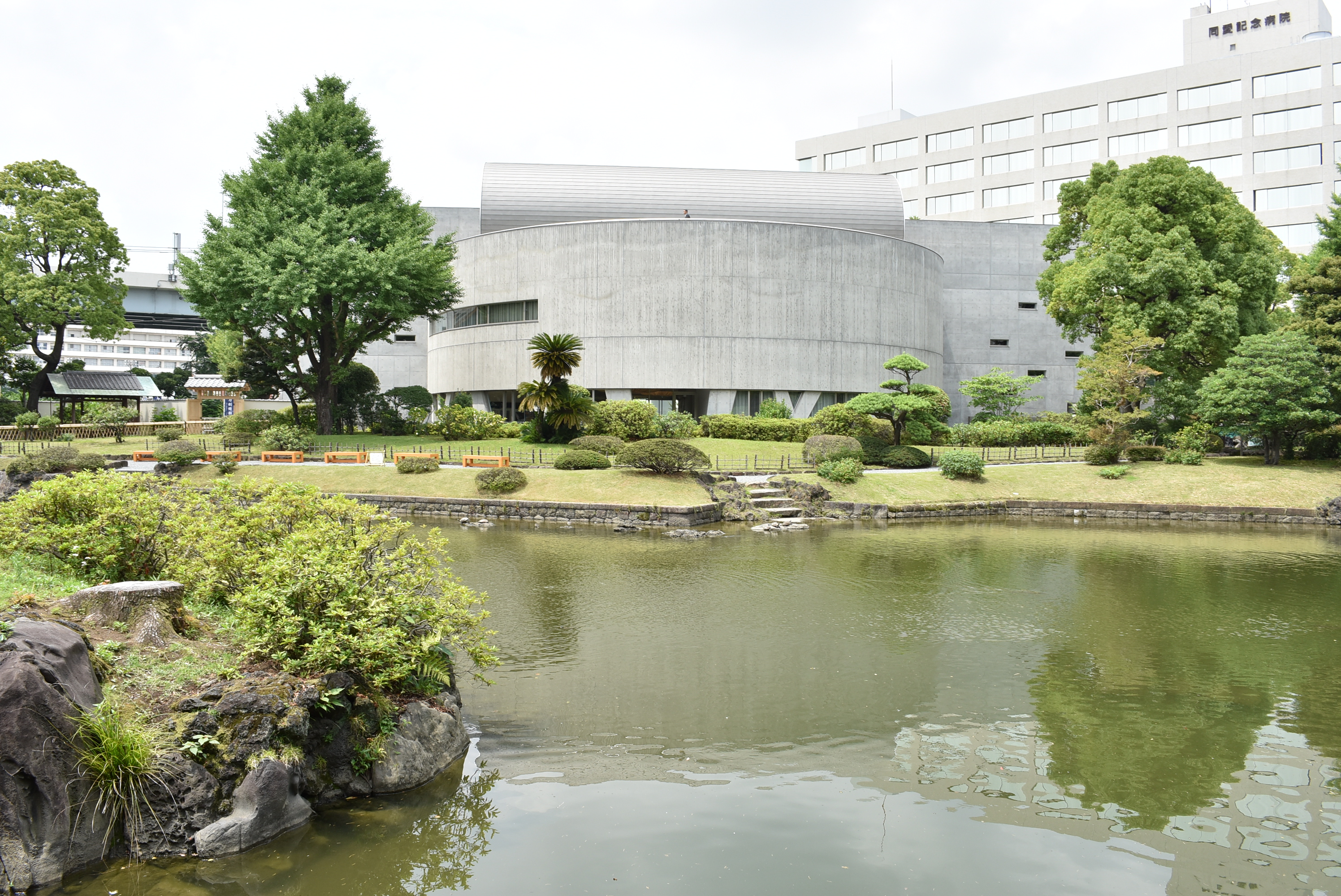
新馆
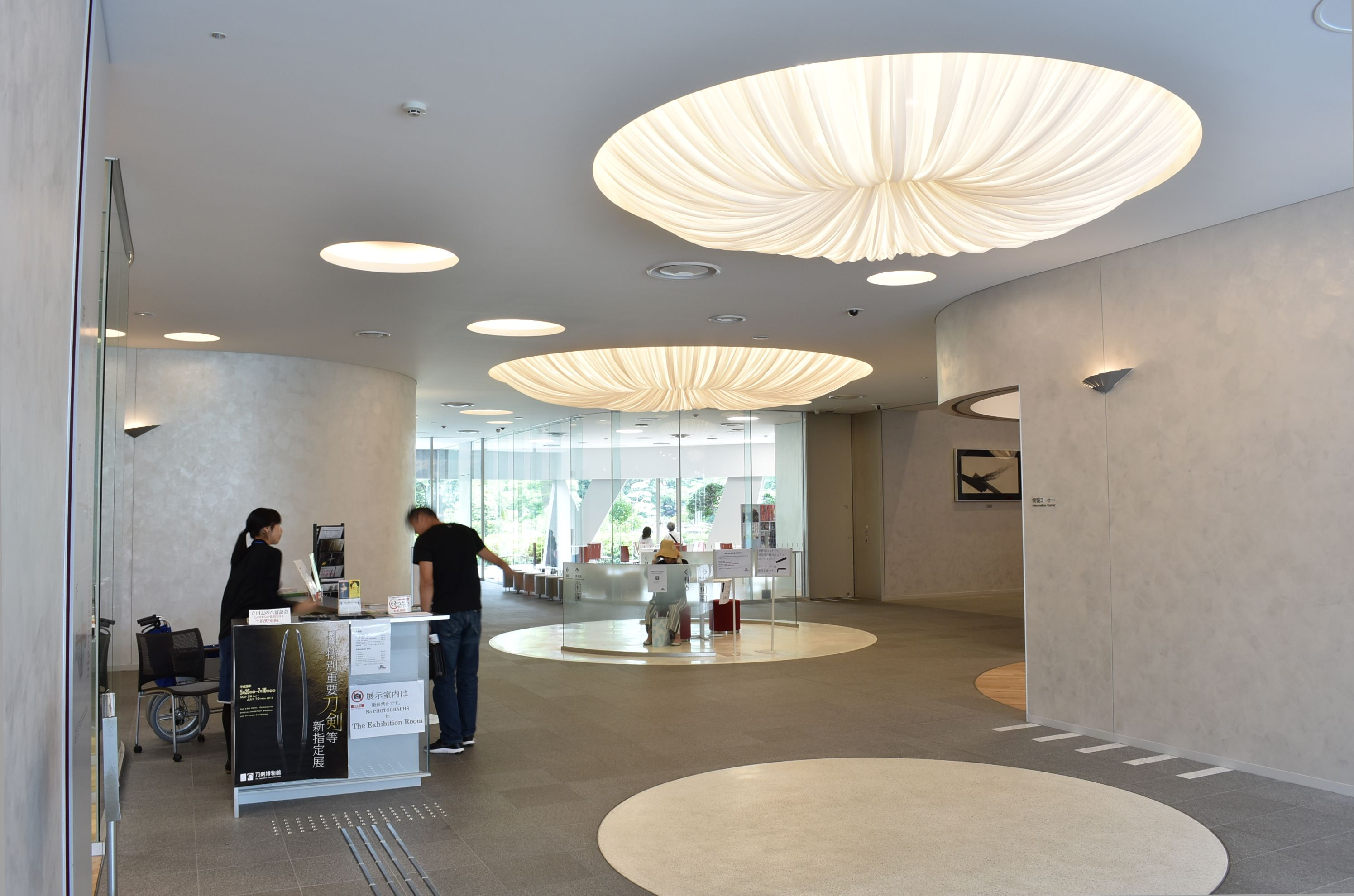
内部
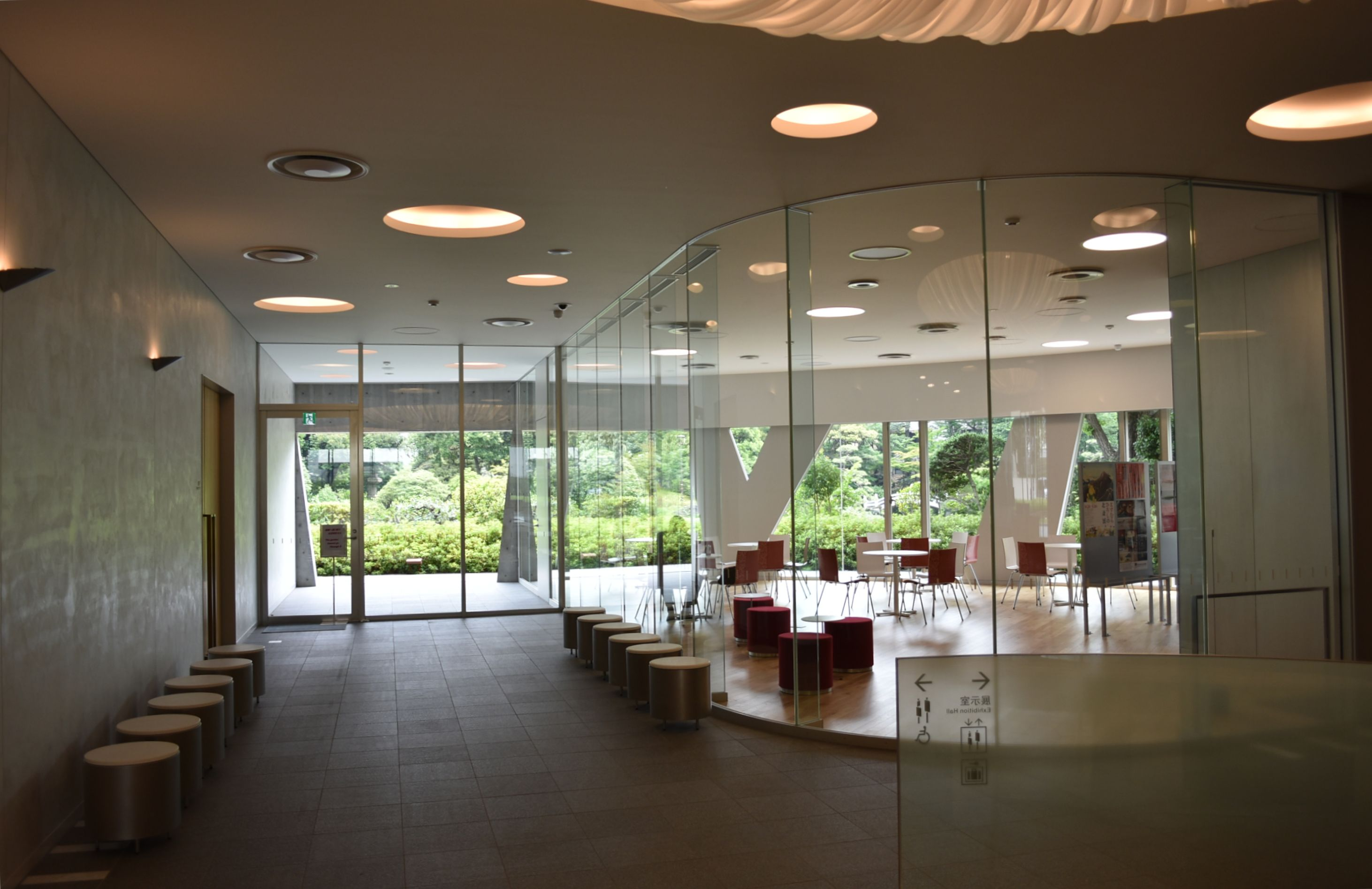
走廊
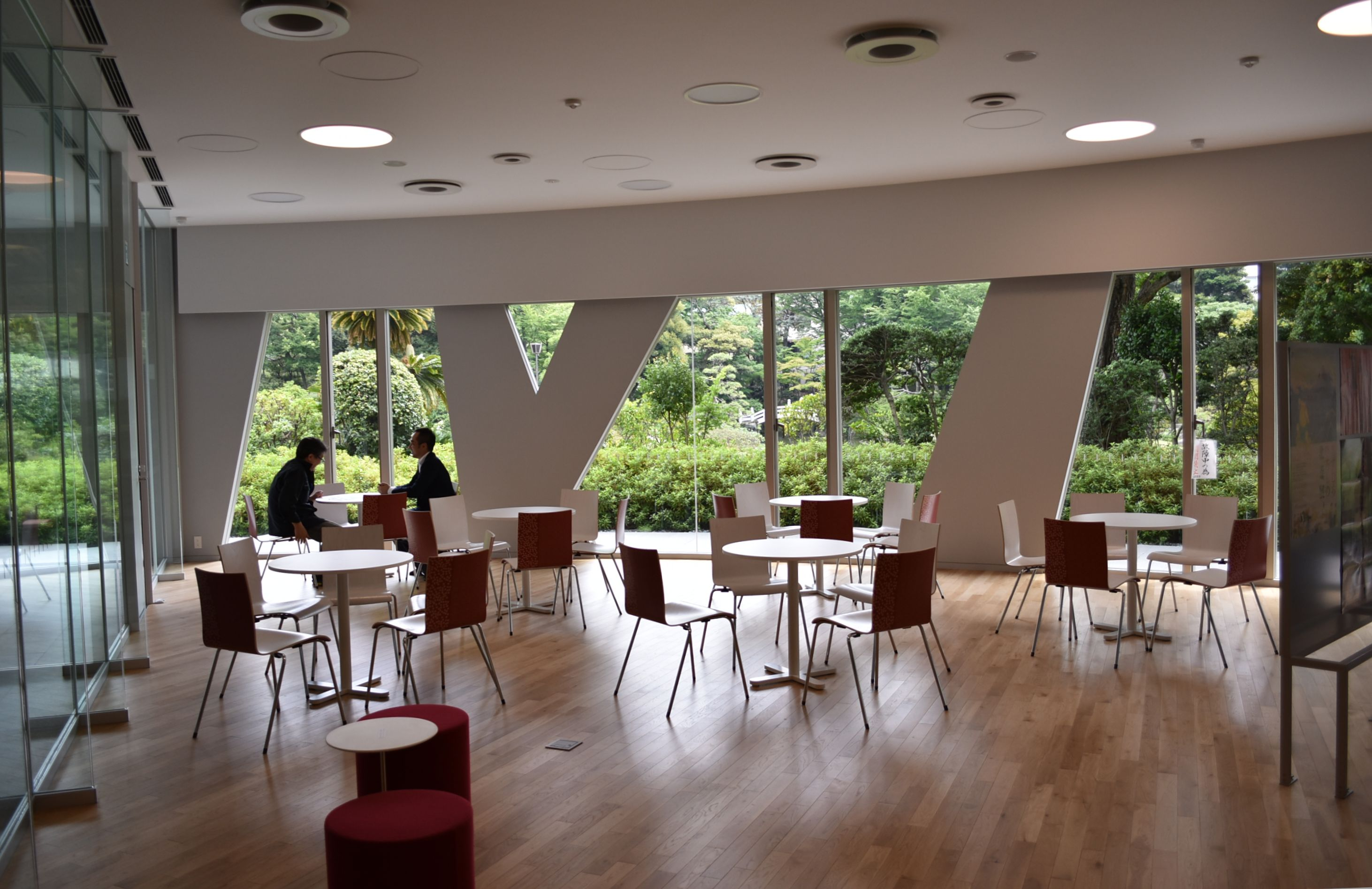
走廊
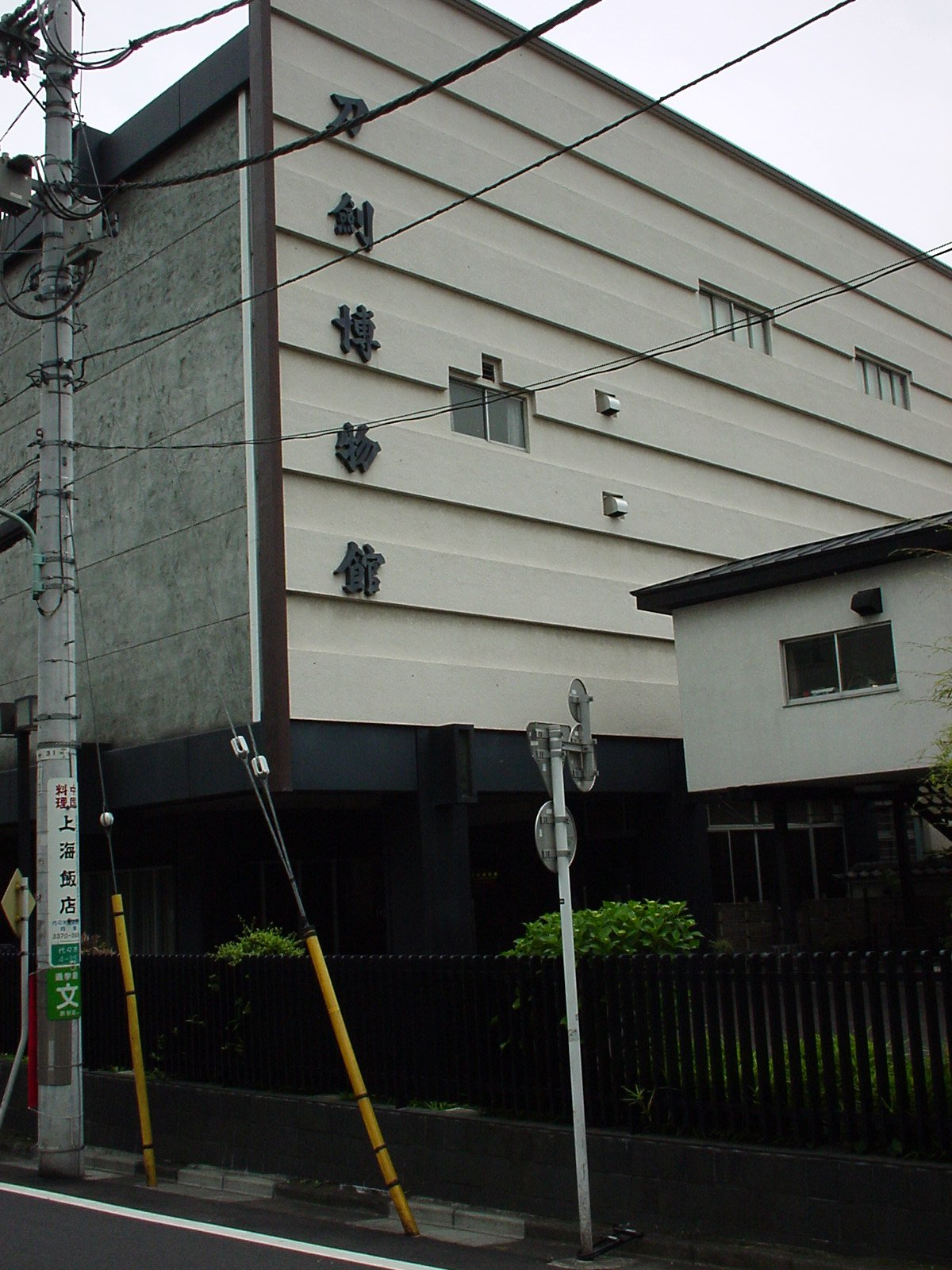
旧馆